# Шенкелберг
Шенкелберг (њем. Schenkelberg) општина је у њемачкој савезној држави Рајна-Палатинат. Једно је од 192 општинска средишта округа Вестервалд. Према процјени из 2010. у општини је живјело 669 становника. Посједује регионалну шифру (AGS) 7143066.

## Географски и демографски подаци
Шенкелберг се налази у савезној држави Рајна-Палатинат у округу Вестервалд. Општина се налази на надморској висини од 395 метара. Површина општине износи 3,5 km². У самом мјесту је, према процјени из 2010. године, живјело 669 становника. Просјечна густина становништва износи 190 становника/km².